# Dąbrowa Rusiecka
Dąbrowa Rusiecka [pronunciación en polaco: /dɔmˈbrɔva ruˈɕet͡ska/] es un pueblo ubicado en el distrito administrativo de Gmina Rusiec, dentro del Distrito de Bełchatów, Voivodato de Łódź, en Polonia central. Se encuentra aproximadamente a 3 kilómetros al noroeste de Rusiec, a 30 kilómetros al oeste de Serłchatów, y a 62 kilómetros al suroeste de la capital regional Łódź.